# Fernando Marín (abad)
Fernando Marín, abad comendatario de Santa María de Nájera, Huércanos, h. 1480-Roma, 1527 fue secretario de Carlos V y comisario imperial en el ejército de Lombardía durante las guerras italianas en la década de 1520.

## Abad de Nájera
El bachiller Fernando Marín, sustituyó en 1506 al abad don Pablo Martínez de Uruñuela, su tío, tras un periodo conflictivo de varios años iniciado en 1490 con la exención del monasterio a la obediencia de la orden de Cluny años en los que se intentó aplicar en el monasterio la reforma de las órdenes religiosas impulsada por los Reyes Católicos. 
En 1507, obligó a los habitantes del señorío de Santa María de Nájera a acudir en servicio del duque de Nájera para apoyar al condestable de Navarra en su lucha contra el ejército navarro dirigido por César Borgia, lo que provocó una contestación popular que conllevó a un conflicto de Marín con el poder real. 
Poco después, se trasladó a Roma, siendo sustituido en el gobierno de la abadía por fray Alonso de Santoyo, aunque pleiteó por mantener la prelacía y rentas correspondientes, tanto frente a la Santa Sede como ante la corte de la reina de Castilla, resolviéndose en 1511 entre el rey don Fernando y los abades capitulares de la orden de San Benito de Valladolid hacer un pago de 300 ducados al dicho abad comendatario por la renuncia de sus pretensiones.
Entre 1511 y 1521, residió en Roma, estando al servicio del rey de España, al menos, desde 1518.

## Comisario del ejército de Lombardía
En 1521 es nombrado como pagador y tesorero de los ejércitos de Carlos V en Lombardía, y posteriormente, adquiere cargo de comisario, sin gobierno en asuntos de guerra - dirección de tropas - pero con poder administrativo - en temas económicos, principalmente, y también diplomáticos, trasladándose de Roma a Lombardía en octubre de ese año. 
Residiría en el campo del ejército hasta su muerte a primeros de julio de 1527 en Roma, tras enfermar con posterioridad al saqueo de dicha ciudad por las tropas imperiales. 
Gozase o no de su beneficio eclesiástico, se tituló en todo momento hasta su muerte, ábad de Nájera.